# Српско-византијски стил (модерни)
Под модерним српско-византијски стилом, неовизантијским или српским националним стилом је стил у српској архитектури са краја 19. и почетка 20. века, који је настао по узору на средњовековну српско-византијску школу. Стил је био део међународног покрета у архитектури, познатог као неовизантијски стил.

## Временски и просторни обухват
Савремени српско-византијски стил је био присутан у српском градитељству од 1870-их година 19. века 19. до средине 20. века, а везан је за источни део некадашње Краљевине Југославије, посебно за Средишњу Србију. Примери у западном делу Краљевине Југославије су ређи и махом су везани појединачне примере црквеног градитељства Српске православне цркве. Поред тога, постоје и примери везани за Србе у расејању, попут цркве Светог Спиридона у Трсту.
До прецизнијег формирања српско-византијског стила долази после теренског истраживања српских средњовековних манастира које су спровели Михаило Валтровић и Драгутин Милутиновић.

## Одлике
Стил одликују облици и украси потекли из српско-византијске градитељске баштине. Овакав архитектонски приступ није строго везан за црквене грађевине; Заправо, постоји и мањи број примера профане архитектуре грађене у српско-византијском стилу. Такође је тесно повезан са утицајима сецесије.

## Историјат
Српско-византијском стилу претходио је Романтизам, који је био преовлађујући у Европи током прве половине 19. века, а у српским земљама се јавио средином века и био жив до његових последњих деценија. Почетак формирања националног стила може се сагледати и као „отпор“ новопридошлим утицајима „западних стилова“ (класицизма, необарока) у тадашњој Кнежевини Србији.
Први примери трагања за националним стилом били су „прелазни“;. Код њих се уочава спој „западних стилова“ са елементима византијске архитектуре. Типична пример је црква Светог Ђорђа у Смедереву, где се на подужној основи (одлика Запада) јавља 5 купола у облику тзв. „грчког крста“. После овог раздобља под утицајем бечких ђака јавља се прво ханзенатика као еклектични спој неовизантијског, неороманичког и других историјских стилова.
Друго раздобље везано је за ширење и јачање Краљевине Србије (1882–1914). У том периоду српско-византијски стил се „утврђује“. Гради се низ цркава, ређе других видова грађевина. Примери изван подручја Краљевине Србије су ретки.
Треће и последње раздобље везано је за време између два светска рата, када долази до наглог ширења стила. Стил се јавља широм целе Краљевине СХС, касније Југославије, мада је његова присутност била много јаче изражена у источном, „српском“ делу делу краљевине. Примери који се јављају су подједнако и црквене и световне грађевине (управна здања, школске установе, соколски домови, стамбене зграде и куће и др.).
Други светски рат био је прекретница; После рата сви видови историцизма у српској архитектури се одбацују, па тако и Српско-византијски стил.

## Архитекте
Најзначајнији архитекти овог стила су (по времену стварања):
- Андреја Дамјанов,
- Светозар Ивачковић,
- Владимир Николић,
- Јован Илкић,
- Душан Живановић,
- Андра Стевановић,
- Бранко Таназевић,
- Петар Поповић,
- Јован Новаковић,
- Драгутин Маслаћ,
- Драгутин Инкиостри Медењак,
- Василије Андросов,
- Александар Дероко,
- Момир Коруновић,
- Григорије Самојлов,
- Бранко и Петар Крстић.

## Дела

### Рано раздобље (1850 — око 1880)
- Црква Светог Ђорђа у Смедереву - аут. Андреја Дамјанов;
- Саборни храм у Нишу - аут. Андреја Дамјанов;
- Црква Свете Тројице у Врању - аут. Андреја Дамјанов;
- Црква Свете Тројице у Сарајеву - аут. Андреја Дамјанов;
- Саборна црква у Мостару - аут. Андреја Дамјанов;
- Вазнесењска црква у Београду - аут. Павле Станишић и Јован Ристић;
- Црква Светог Александра Невског у Београду - аут. Јелисавета Начић

### Зрело раздобље (око 1880—1914)
- Црква Светог Спиридона у Трсту - аут. Карло Макијачини;
- Дом Светог Саве у Београду - аут. Јован Илкић;
- Српска православна црква Светог Преображења у Панчеву - аут. Светозар Ивачковић;
- Црква Светог Илије у Лесковцу - аут. Светозар Ивачковић;
- Црква Светог Николе у Београду - аут. Светозар Ивачковић;
- Црква Светих Петра и Павла у Јагодини - аут. Светозар Ивачковић;
- Капела породице Николић у Сремским Карловцима - аут. Владимир Николић;
- Црква Свете Тројице у Параћину - аут. Јован Илкић;
- Црква Светог Ђорђа у Крушевцу - аут. Душан Живановић;
- Црква Светог Арханђела Михаила у Херцег Новом;
- Црква Светог Саве у Косовској Митровици - аут. Андра Стевановић;
- Црква Светог Ђорђа у Опленцу - аут. Андра Стевановић;
- Стара телефонска централа у Београду - аут. Бранко Таназевић;
- Дом Вукове задужбине у Београду - аут. Бранко Таназевић;
- Зграда старог начелства у Врању - аут. Пера Ј. Поповић;
- Кућа Живојина Бабића у Београду - аут. Јован Новаковић;
- Кућа Михаила Ђурића у Београду - аут. Јован Новаковић

### Позно раздобље (1918—1941)
- Гимназија у Чачку - аут. Драгутин Маслаћ;
- Гимназија у Сремској Митровици - аут. Момир Коруновић;
- Спомен-црква Вазнесења Господњег у Крупњу - аут. Момир Коруновић;
- ПТТ музеј у Београду - аут. Момир Коруновић;
- Соколски дом у Бијељини - аут. Момир Коруновић;
- Пошта 2 у Београду - аут. Момир Коруновић;
- Саборни храм Христа Спаситеља у Бањој Луци - аут. Душан Живановић;
- Храм Светог Саве у Београду - аут. Богдан Несторовић и Александар Дероко;
- Зграда у улици Краља Милана 3 у Београду - аут. Богдан Несторовић;
- Хотел „Авала“ у Београду у Београду - аут. Виктор Лукомски;
- Кућа пуковника Елезовића у Београду у - аут. Александар Дероко;
- Зграда Патријаршије у Београду - аут. Виктор Лукомски;
- Зграда Трговачке академије у Београду - аут. Јездимир Денић;
- Црква светог Марка у Београду - аут. Бранко и Петар Крстић;
- Црква Светог цара Константина и царице Јелене у Пожеги у Пожеги - аут. Василиј Адросов;
- Соколски дом у Сомбору - аут. Ј. Базлер и В. Сабо;
- Бански двор у Бањој Луци - аут. Јованка Бончић Катеринић, Анђелија Павловић и Јован Ж. Ранковић;
- Спомен-костурница на Крфу - аут. Николај Краснов;
- Кућа Ђорђевића на Топчидеру у Београду - аут. Бранислав Којић;
- Хотел у Сопоћанима код Новог Пазара - аут. Драгиша Брашован;
- Српска православна црква Ваведења Богородице у Орловату - аут. Драгиша Брашован;
- Зграда Друге женске гимназије у Београду - аут. Милица Крстић;
- Игуманова палата у Београду - аут. Бранко и Петар Крстић.

## Галерија
- Храм Светог Марка у Београду, Браћа Крстић
- Храм Светог Саве у Београду, Александар Дероко и Богдан Несторовић
- Дом Вукове задужбине у Београду (некада министарство просвете), Бранко Таназевић
- Црква у Шилопају, Драгутин Маслаћ (1936-1939)
- Кућа Живојина Бабића, Јован Новаковић
- Стари ДИФ у Београду, Момир Коруновић (1929-1936)
- Спомен црква у Лазаревцу